# Hebei (Tianjin)

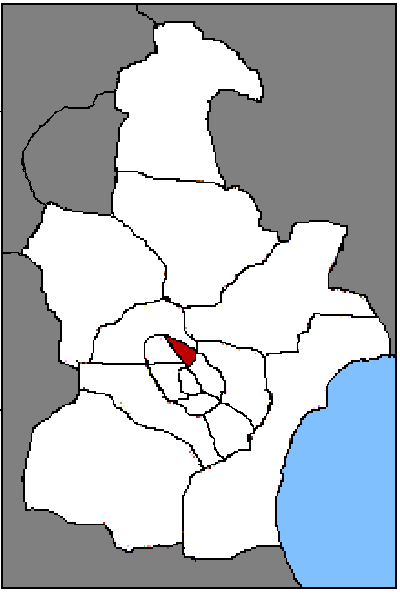
Lage Hebeis in Tianjin

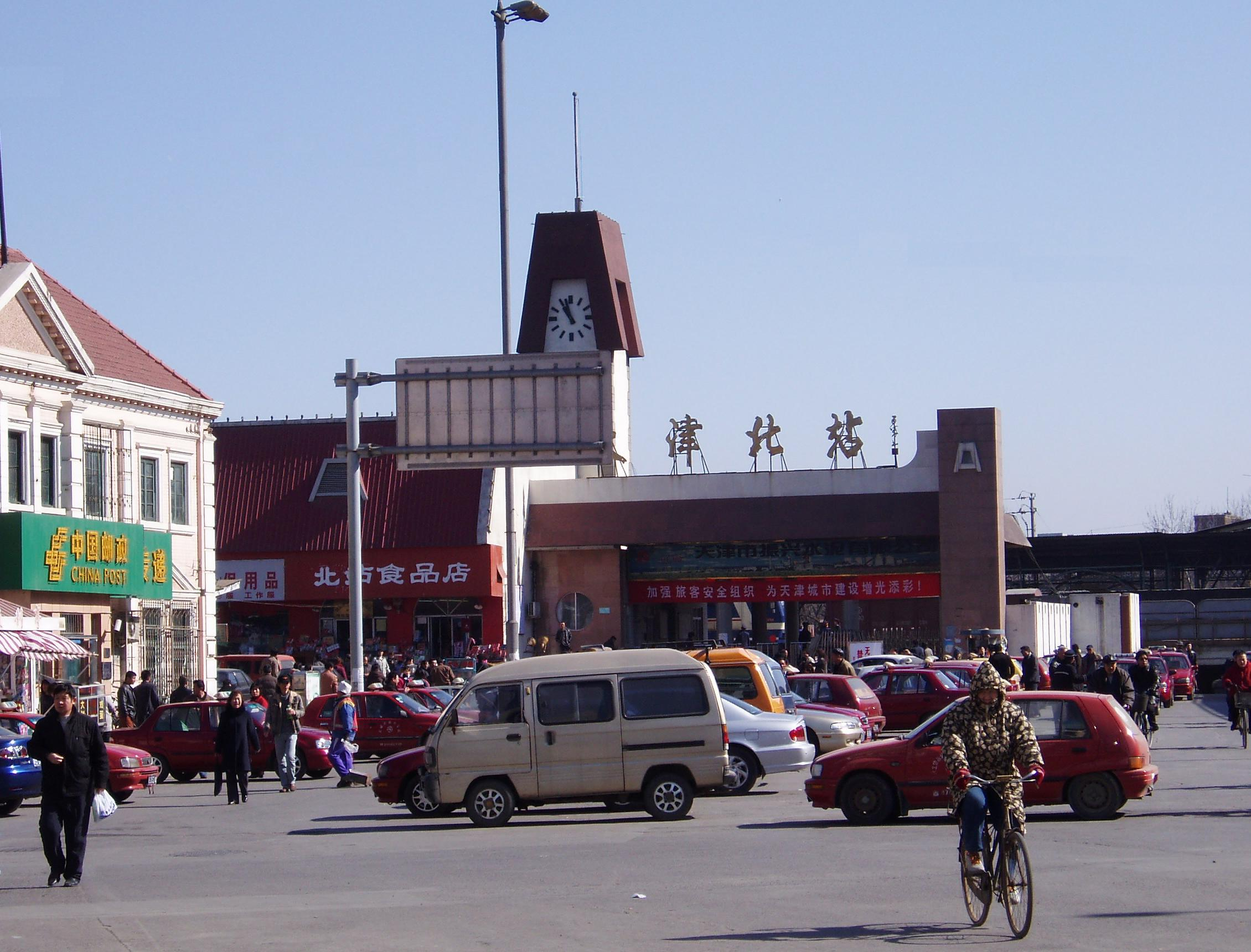
Nordbahnhof im Stadtbezirk Hebei

Hebei (河北区) ist ein Stadtbezirk der regierungsunmittelbaren Stadt Tianjin in Nordchina. Hebei hat eine Fläche von 29,53 km² und 647.702 Einwohner (Stand: Zensus 2020).
Im Stadtbezirk Hebei befindet sich die Wanghailou-Kirche und der Alte Wohnsitz von Liang Qichao, welche auf der Denkmalliste der Volksrepublik China stehen.

## Verwaltungsgliederung
Auf Gemeindeebene setzt sich Hebei aus zehn Straßenvierteln zusammen. Diese sind:
- Straßenviertel Guangfudao (光复道街道);
- Straßenviertel Wanghailou (望海楼街道);
- Straßenviertel Hongshunli (鸿顺里街道);
- Straßenviertel Xinkaihe (新开河街道);
- Straßenviertel Tiedonglu (铁东路街道);
- Straßenviertel Jianchangdao (建昌道街道);
- Straßenviertel Ningyuan (宁园街道);
- Straßenviertel Wangchuanchang (王串场街道);
- Straßenviertel Jiangdulu (江都路街道);
- Straßenviertel Yueyahe (月牙河街道).